# فرفرية انتصابية
الفرفرية الانتصابية (بالإنجليزية: Orthostatic purpura)‏ وتُعرف أيضا باسم «الفرفرية الركودية» (بالإنجليزية: Stasis purpura)‏ هي حالة جلدية تنتج عن الوقوف أو حتى الجلوس لفترات طويلة مع خفض الساقين (كما في الحافلة أو الطائرة أو القطار)، وينجم عنها وذمة وفرفرية على الأطراف السفلية.:827